# フレンチ・ブルドッグ
フレンチ・ブルドッグ（French bulldog）は、18世紀イギリスの織物職人がフランスに渡った時、一緒に連れて行ったミニチュア・ブルドッグ（オールド・イングリッシュ・ブルドッグの小型版犬種）が元となり、パグやテリアとの交配で誕生した。
日本には大正時代に紹介され、昭和初期には数多く飼育された。その後に日本での人気は衰えたが、2000年代に入ってから人気が復活している。

## 特徴

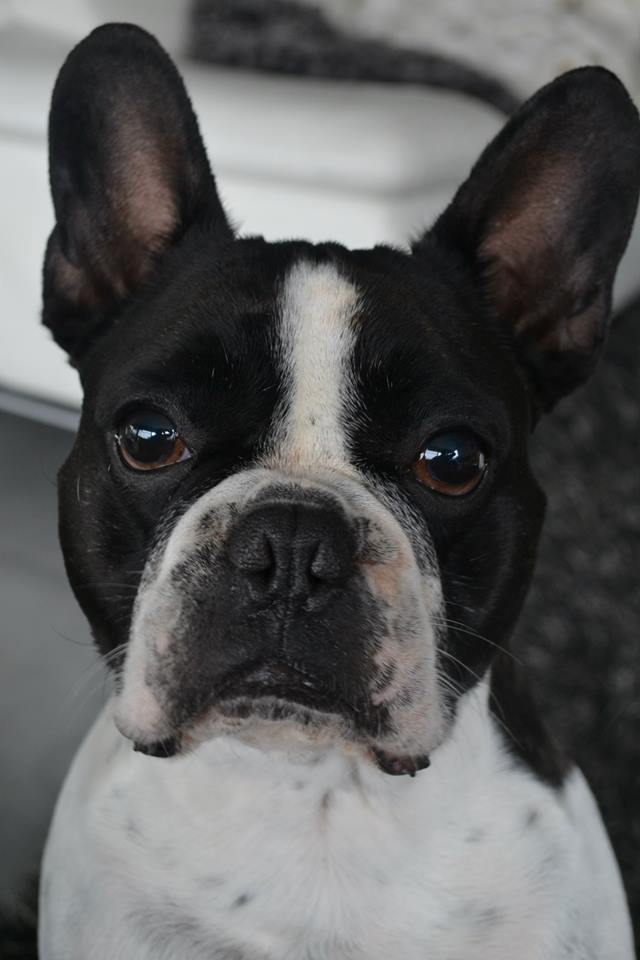
French bulldog

がっしりとした体つきの、極めて鼻が短い中型犬である。特徴的なのはコウモリが羽を広げたような耳で、バット・イアと呼ばれる。尾は通常短く、ほとんど振る事はできない。後述するパイドの個体は、時にボストン・テリアと混同される場合があり、現在では血統書を発行するにあたり、フレンチ・ブルドッグかボストン・テリアかをDNA鑑定することがあるらしい。利口で愛情深い性格である。ヘルニア・聴覚障害・白内障にかかりやすい。平らでつぶれた顔により、喘鳴や呼吸困難のリスクが高くなっている。体高28-33cm、平均体重11kg。
先祖のルーツは、1850年代のToy Bulldog of Britainに起因する。フレンチ・ブルドッグの個性的な外見は、自然にできあがったものではなく、人為的な交配によって作り上げたものである。この外観は、フレンチ・ブルドッグにな健康被害をもたらす。ペットとしての人気に伴い、2000年に入ってからはフレンチ・ブルドッグの繁殖頭数が急増、同時に健康被害も近年顕著化しつつある。2024年、カリフォルニア州オーハイ市は新しいペット動物保護条例では、フレンチブルドッグやペルシャ猫など、呼吸障害のある猫や犬の繁殖が禁止することを決定。オーストリア、ドイツ、オランダ、ノルウェーを含む多くの国が、一部またはすべての呼吸障害犬の繁殖を禁止または制限している。
2013年にイギリスで獣医にかかったフレンチ・ブルドッグたち（総勢2228匹）の統計では、72.6%もの犬たちに、少なくともひとつ以上の治療が必要な病気が認めた。他の犬種では、その割合は27.6%であるので、やはり有意に病気になりやすかった。また、何らかの生涯に渡っての治療が必要な病気を患う平均年齢が、フレンチ・ブルドッグの場合は1.3歳、他の犬種は4.5歳で、有意な差だと報告されている。17.9%と最も罹患率が高かったのが皮膚の病気で、これは不自然な肌のたるみに起因するのではないかと言われている。また、小さな鼻と短い頭によって気道に弊害が出やすく、12.7%が重篤な呼吸障害（短頭種気道症候群）を発症していた。他にも眼病、下痢症、耳感染症などに罹りやすいことがわかった。

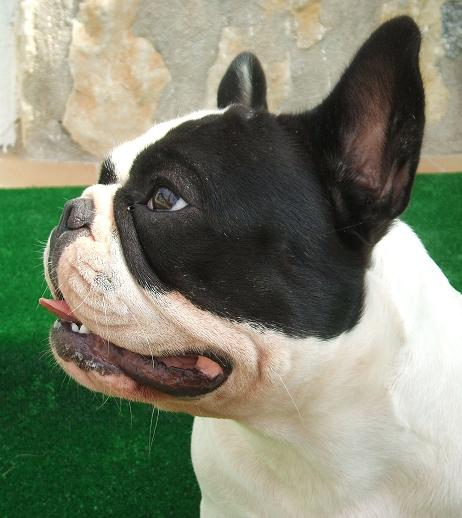
横顔

ブルドッグの遺伝子を初めて完全に解析した研究の結果では、ブルドッグの遺伝的多様性がきわめて低いことが明らかになった。遺伝的多様性が低い理由の一つは、現代のブルドッグがわずか68匹の集団から始まっているためと見られる。こうした小さな遺伝子プール（多様性）からスタートして、つぶれた顔、ずんぐりした体、だぶついた皮膚になるよう選択的に交配が重ねられたブルドッグは、さらに多様性を失ってしまい、遺伝的多様性の低下により、さらに交配を重ねると、疾患が急増するかもしれないと報告されている。
食べることが大好きでのんびり屋さんという特徴があるが、体型的にくびれが分かりづらく、肥満に注意が必要な犬種とも言われる。短頭種特有の体の構造から関節炎や椎間板ヘルニア、皮膚炎などの病気にかかりやすい犬種でもある。

## 飼育特性
- 毛は季節ごとに生え変わり抜け毛が多い。
- 食欲旺盛の為肥満になりやすい。食事の管理に加え毎日、自由運動と引き運動が必要。散歩は後述にもあるとおり、長時間の必要がない。
- 鼻のしわの間、尻尾の根元のしわの部分に汚れがたまりやすい。
- 鼻が短い為、他の短鼻犬種同様イビキをかく個体が多い。
- 暑さにはかなり弱く、日本では飼育には向かない場所が多い。運動のしすぎや、はしゃぎ過ぎると酸欠になり白目をむいて痙攣することがある。よって過度の運動は禁物である。体温調節が困難で、対策として首の周りに保冷剤を付けると体温が下がる。
- 眼球が大きくやや突出しているため傷つきやすい。
- 皮膚が敏感な個体が多い。
- 暑さには弱い為、最近問題になった飛行機による輸送は断られる。
- 性格は陽気で非常に利口だが、ブルドッグの頑固な一面も持ち合わせている。
- 力が強く子供（特に幼児）は押し倒されやすい。
- 夏や冬は特に体調管理が必要。
- 鼻が短いため鼻水が出たり短頭種特有の病気、甲状腺異常、脊髄疾患にかかりやすい。
- 子の頭や肩幅が大きいため出産時には帝王切開が必要。
- 出産時の麻酔トラブルなどがあるため出産は難しい。
- フレンチブルの中でも鼻が高い個体はイビキをかきにくい。
- 基本的には人懐っこく甘えん坊である。
- 自然に交尾することができないので、ほとんどが人工受精で繁殖される。

## 毛色
- タイガー・ブリンドル - 最も一般的な毛色。黒地に褐色の差し毛が入る。胸部が白い場合もある。
- ブラック・ブリンドル - ほとんど黒の単色。わずかに褐色の差し毛が入る。
- ブルー・ブリンドル - 青みがかった灰色に褐色の斑点が入る。公認されている毛色ではない。
- クリーム - 淡い色の単色。
- フォーン - やや褐色で、顔が黒くなる。
- パイド - 白地に黒の斑点が入る。斑点は左右対称で大きい方が望ましい。
- ハニー・パイド - 白地に褐色の斑点が入る。
- ブルー・パイド - 白地に青みがかった灰色の斑点が入る。望ましい毛色ではない。
- ティッキング・パイド - 小さな斑点が一面に入る。望ましい毛色ではない。
- ブラウン - 茶色の単色。公認されている毛色ではない。
- ブラック＆タン - 最も珍しい。黒に茶色の斑点が入る。公認されている毛色ではない。

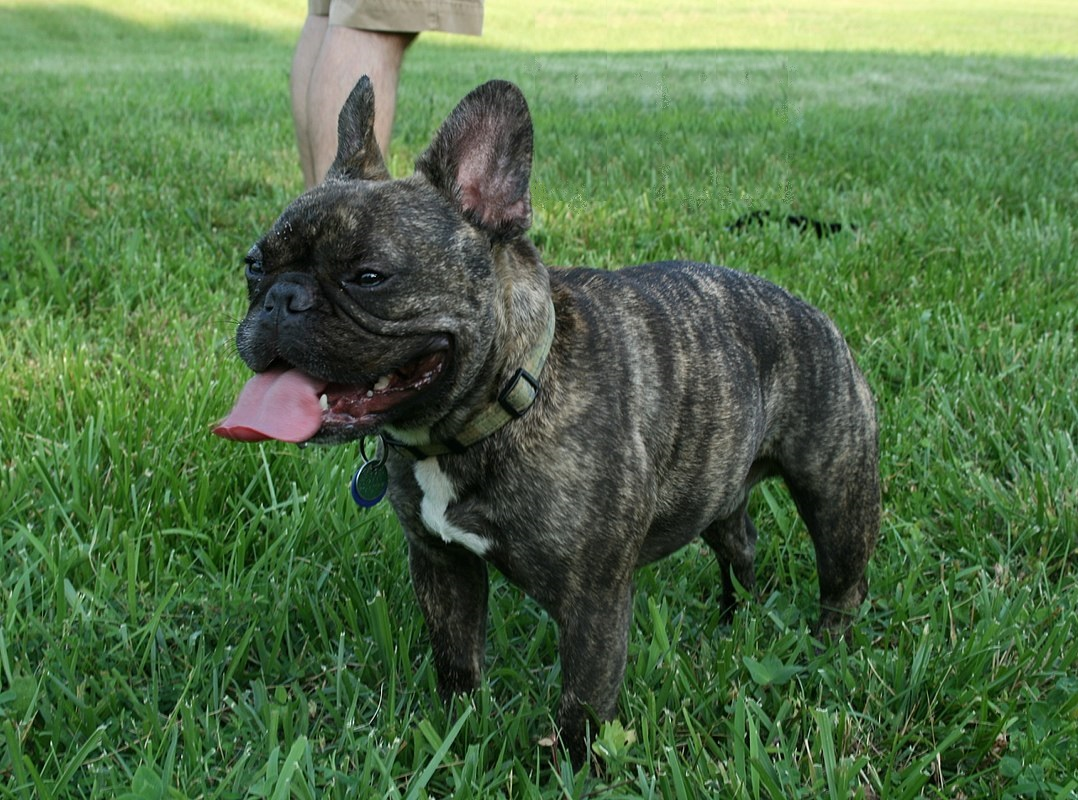
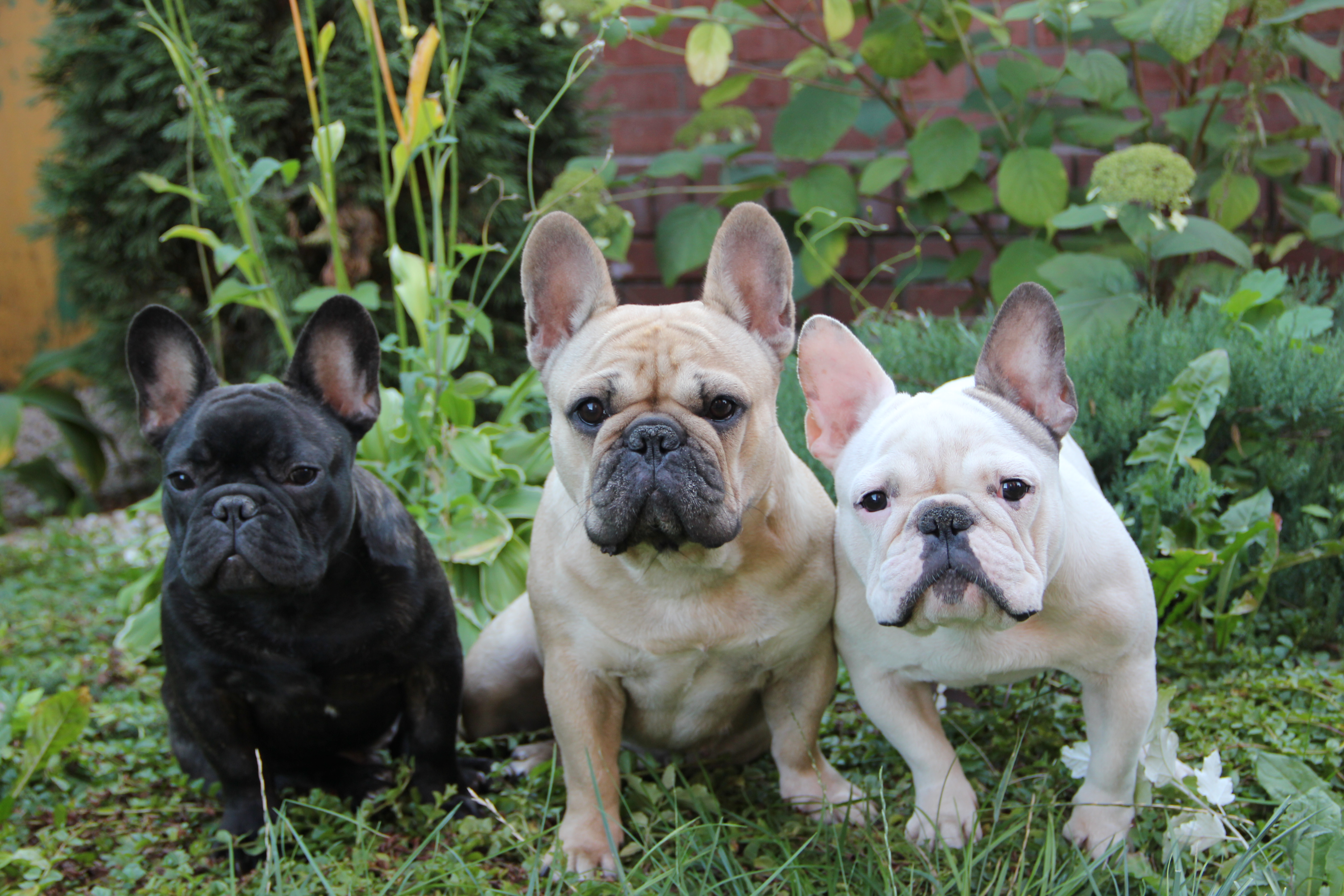
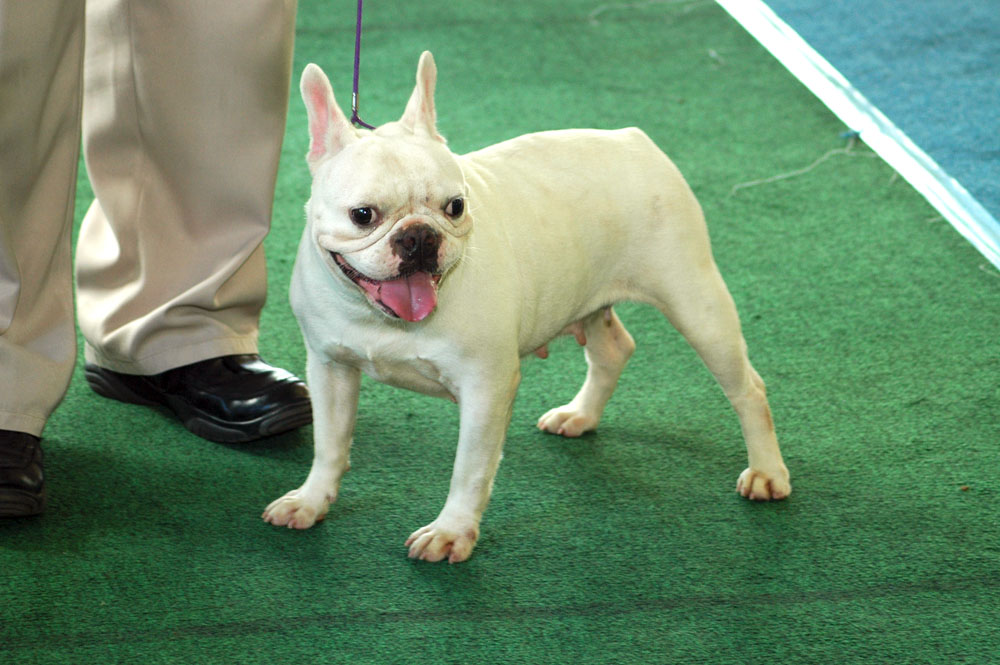

## 著名なフレンチ・ブルドッグ
- ミルコ - 埼玉県大宮区在住の雄。YouTubeを中心に活動しTV出演、書籍化など様々な活躍をした。2013年8月、癌のため死去。6歳没。
- クルミ - 草彅剛の愛犬。2016年12月生まれの雌、毛色はクリーム。草彅の出演番組やSNSにたびたび登場している。2018年4月、キヤノン「EOS Kiss M」のCMに竹内結子と出演している[7][8]。
- レン - アニマルプロダクション『M.Dogs』所属のペットモデル。2010年11月生まれの雄。めちゃコミックのTVCMに出演[9]。